# Ворон (песня Сибелиуса)
«Ворон» (нем. Der Rabe) ― песня для сопрано и симфонического оркестра, задуманная финским композитором Яном Сибелиусом, сочинением которой он занимался с 9 ноября по середину декабря 1910 года. Произведение, заказанное всемирно известной примадонной Айно Акте и писавшееся специально для её гастрольного турне по Германской империи, состоявшегося в феврале 1911 года, должно было стать музыкальной транскрипцией одноимённого стихотворения Эдгара Аллана По в его немецком переводе. Сибелиус согласился выполнить этот заказ, но с большой неохотой, поскольку в то время уже сосредоточился на создании Четвёртой симфонии (соч. 63) и изо всех сил старался уложиться в запланированные сроки. Одновременная работа над двумя крупными проектами оказалась непосильным испытанием для композитора, и 11 декабря он разорвал соглашение с Акте, тем самым сильно испортив профессиональные отношения с певицей. Однако, три года спустя Сибелиус загладил свою вину перед Акте, посвятив ей виртуозную симфоническую поэму «Луоннотар» для сопрано и оркестра, вдохновлённую сюжетом из национального эпоса «Калевала».
Сибелиус, как и в случае с другими незавершёнными, несостоявшимися сочинениями — например, «вагнерианской» оперой «Постройка лодки» (Veneen luominen, 1893―1894) и ораторией «Дева Мария» (Marjatta, 1905) — не отказался от плодов своего труда, а переработал их основные мотивы. В частности, тематический материал из «Ворона» композитор включил в четвёртую часть вышеупомянутой симфонии № 4.

## История

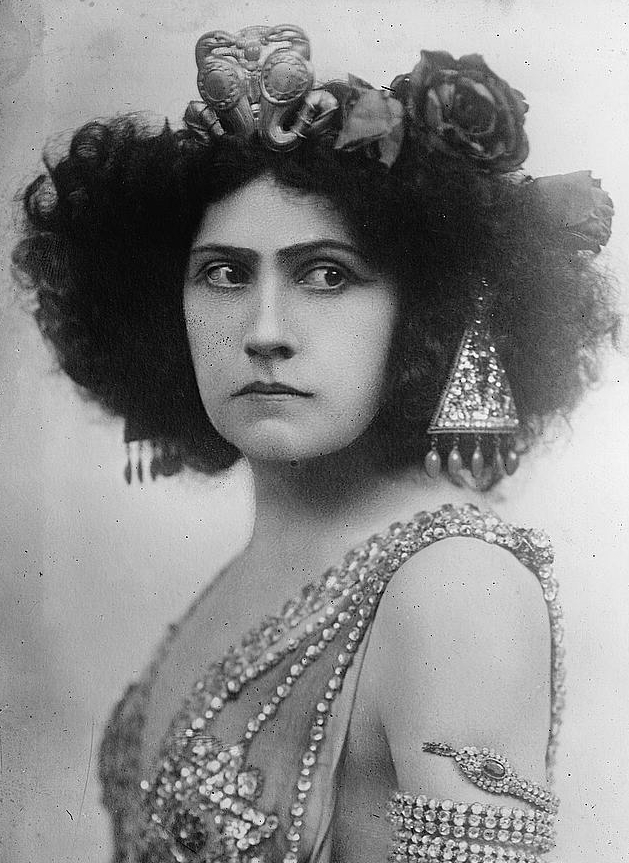
Айно Акте в роли Саломеи

Летом 1909 года оперная певица Айно Акте предложила Сибелиусу отправиться с ней в концертное турне по Центральной Европе с остановками в Мюнхене, Берлине, Вене и Праге. План также предусматривал, что Сибелиус сочинит для Акте новую песню, с которой она могла бы выступать перед немецкой аудиторией. Осенью 1910 года, когда Акте и её импресарио Эмиль Гутман завершали подготовку к февральскому турне, певица обратилась за помощью к композитору, одновременно ознакомив его с планом гастролей. В начале ноября пара встретилась в Хельсинки, и Сибелиус заявил о готовности положить на музыку текст стихотворения Эдгара Аллана По «Ворон», с которым он был знаком по шведскому переводу Виктора Рюдберга (1877). Поручение Акте по сути разрушило привычный график работы Сибелиуса и заставило композитора отвлечься от Четвёртой симфонии, над которой он до этого усердно трудился. Более того, премьера каждой из этих пьес должна была состояться в первые месяцы 1911 года.
Сибелиус начал сочинение «Ворона» 9 ноября и вскоре усомнился в способности успешно совмещать работу над двумя произведениями сразу. 28 ноября композитор вывел в своём дневнике следующую фразу: «Борьба с Богом! „Ворон“! Счастье и боль! Закончу ли я его к февралю?» Через несколько дней, 3 декабря, Сибелиус написал: «У меня возникли большие сомнения по поводу немецкого перевода [стихотворения]. Слова всегда были обузой в моём сочинительстве».

Герр Сибелиус, я не привыкла, чтобы со мной обращались подобным образом и выставляли на посмешище. Было бы честнее, если бы вы с самого начала сказали, что не приветствуете идею проведения концертов за границей с вашей музыкой. Вы бы избавили меня от многих неприятностей <…> и я была бы избавлена от этого нелепого и неловкого положения по отношению к Гутману и другим [учредителям концертов], в которое вы меня поставили, разрушив мои перспективы.— Айно Акте, из письма Яну Сибелиусу

Я оставляю диву Акте тонуть в собственной известности. «Ворон» станет лучше, если немного повременить с его сочинением. Четвёртая симфония прорывается сквозь тучи своим солнечным светом и энергией. Моя работа совершенно иного порядка, чем у этих коммерчески успешных организаторов представлений. Когда я даю концерт, никакая примадонна не должна быть в центре внимания ― торжествовать будет моя симфоническая музыка.— Ян Сибелиус, запись в дневнике

## Комментарии
1. ↑  В каталоге произведений Сибелиуса, составленном финским музыковедом Фабианом Дальстрёмом[фин.], опера «Постройка лодки», оратория «Дева Мария» и песня «Ворон» не имеют собственной нумерации, в отличие от самого известного «заброшенного» сочинения Сибелиуса ― Восьмой симфонии (середина 1920–х ― конец 1930-х), которой был присвоен номер JS 190. Дальстрём завершил составление своего каталога в 2003 году публикацией «Ян Сибелиус: тематический библиографический указатель его работ». Она включает в себя перечисление композиций, начиная с JS 1 и заканчивая JS 225, и содержит в себе не только сочинения, которые Сибелиус исключил из списка своих опусов, но и те, которые не имели номера опуса ни на одном этапе карьеры композитора.
2. ↑  В оригинале ― vis-à-vis Gutmann.